# Allophylus umbrinus
Allophylus umbrinus är en kinesträdsväxtart som beskrevs av Albert Charles Smith. Allophylus umbrinus ingår i släktet Allophylus och familjen kinesträdsväxter. Inga underarter finns listade i Catalogue of Life.